# Agios Mamas (Zypern)
Agios Mamas (griechisch Άγιος Μάμας) ist eine Gemeinde im Bezirk Limassol in Zypern. Bei der Volkszählung im Jahr 2021 hatte sie 113 Einwohner.

## Lage und Umgebung

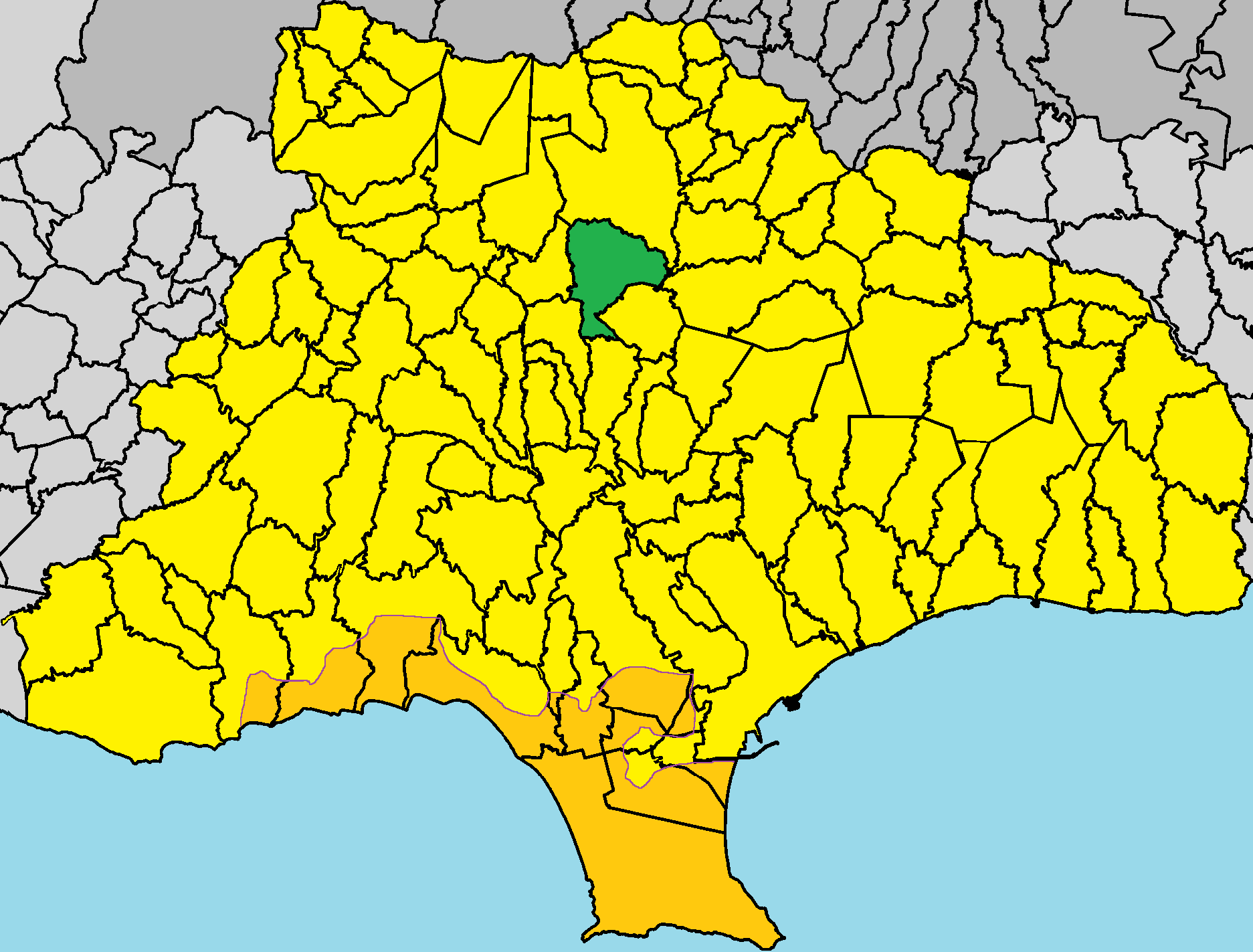
Lage im Bezirk Limassol

Agios Mamas liegt in der Mitte der Insel Zypern auf 586 Metern Höhe, etwa 49 km südwestlich der Hauptstadt Nikosia, 18 km nordwestlich von Limassol und 46 km nordöstlich von Paphos.
Der Ort befindet sich etwa 21 km vom Mittelmeer entfernt im Inselinneren im Troodos-Gebirge. Er liegt innerhalb der Weinanbauregion Commandaria und ist über Straßen von Westen, Osten und Süden zu erreichen.
Orte in der Umgebung sind Pelendri im Norden, Zoopigi und Kalo Chorio im Osten, Kapilio und Limnatis im Süden, Lania im Südwesten sowie Trimiklini, Saittas und Moniatis im Westen.

## Bevölkerungsentwicklung
Die folgende Tabelle zeigt die Bevölkerung des Dorfes, wie sie in den in Zypern durchgeführten Volkszählungen erfasst wurde.
| Jahr      | 1881 | 1891 | 1901 | 1911 | 1921 | 1931 | 1946 | 1960 | 1976 | 1982 | 1992 | 2001 | 2011 | 2021 |
| Einwohner | 183  | 216  | 275  | 293  | 316  | 334  | 403  | 469  | 306  | 213  | 165  | 105  | 114  | 113  |